# 张子路
张子路（?—?），庐江郡（郡治合肥县，今安徽省合肥市）人，隋末民变庐江起义领袖。
隋朝末年。隋炀帝大业十三年（617年）三月戊午，庐江人张子路举兵反隋，被隋朝右御卫将军陈稜统兵讨平。庐江郡下辖合肥县、庐江县（今安徽省庐江县）、开化县（今安徽省六安市西南五十里青山街）、霍山县（今安徽省霍山县）、襄安县（今安徽省巢湖市）、慎县（今安徽省肥东县东北梁园镇）。